# Leiomitrium plicatum
Leiomitrium plicatum är en bladmossart som beskrevs av Mitten 1879. Leiomitrium plicatum ingår i släktet Leiomitrium och familjen Orthotrichaceae. Inga underarter finns listade i Catalogue of Life.